# Коніково (Західнопоморське воєводство)
Коніково (пол. Konikowo) — село в Польщі, у гміні Свешино Кошалінського повіту Західнопоморського воєводства.
Населення — 1060 осіб (2011).
У 1975-1998 роках село належало до Кошалінського воєводства.

## Демографія
Демографічна структура станом на 31 березня 2011 року:
|          | Загалом | Допрацездатний вік | Працездатний вік | Постпрацездатний вік |
| -------- | ------- | ------------------ | ---------------- | -------------------- |
| Чоловіки | 528     | 132                | 360              | 36                   |
| Жінки    | 532     | 113                | 350              | 69                   |
| Разом    | 1060    | 245                | 710              | 105                  |